# Agathia ithearia
Agathia ithearia är en fjärilsart som beskrevs av Swinhoe 1905. Agathia ithearia ingår i släktet Agathia och familjen mätare. Inga underarter finns listade i Catalogue of Life.